# Kvalspelet till Svenska cupen i fotboll 2012/2013
Kvalspelet till Svenska cupen i fotboll 2012/2013 spelades från den 3 mars till den 22 maj 2012. Det var bara ett distrikt-fotbollsförbund som hade ett kvalspel, nämligen Dalarnas Fotbollförbund, de andra förbunden utsåg deras lag på andra sätt.

## Matcher

### Kvartsfinaler
| Kvartsfinal – 8 deltagande klubblag | Kvartsfinal – 8 deltagande klubblag | Kvartsfinal – 8 deltagande klubblag |
| ----------------------------------- | ----------------------------------- | ----------------------------------- |
| Lag 1                               | Resultat                            | Lag 2                               |
| Kvarnsvedens IK                     | 7–1                                 | Ulfshyttans IF                      |
| Avesta AIK                          | 0–6                                 | Dalkurd FF                          |
| Nyhammars IF                        | 3–0                                 | Långshyttans AIK                    |
| Falu FK                             | 4–1                                 | Säters IF                           |

|             | 3 mars 2012 | Kvarnsvedens IK                                                         | 7 – 1           | Ulfshyttans IF | Ljungbergsplanen                                  |                                                   |
| 13:00 UTC+1 | 13:00 UTC+1 | Fyhr 22′, 66′ Johansson 31′ Stenberg 56′, 73′ (str.), 89′ Hindrikes 83′ | (2 – 1) Rapport | 42′ Folmerz    | Borlänge Publik: 53 Domare: Henrik Matsson (Mora) | Borlänge Publik: 53 Domare: Henrik Matsson (Mora) |
| 13:00 UTC+1 | 13:00 UTC+1 |                                                                         |                 |                | Borlänge Publik: 53 Domare: Henrik Matsson (Mora) | Borlänge Publik: 53 Domare: Henrik Matsson (Mora) |
| 13:00 UTC+1 | 13:00 UTC+1 |                                                                         |                 |                | Borlänge Publik: 53 Domare: Henrik Matsson (Mora) | Borlänge Publik: 53 Domare: Henrik Matsson (Mora) |

|             | 14 mars 2012 | Avesta AIK | 0 – 6           | Dalkurd FF                                                     | Avestavallen                                       |                                                    |
| 19:00 UTC+1 | 19:00 UTC+1  |            | (0 – 1) Rapport | 9′ Serhanoglu 53′ Kizil 64′ Nouri 76′ Madi 82′ Sürek 88′ Ahmed | Avesta Publik: 120 Domare: Glenn Nyberg (Borlänge) | Avesta Publik: 120 Domare: Glenn Nyberg (Borlänge) |
| 19:00 UTC+1 | 19:00 UTC+1  |            |                 |                                                                | Avesta Publik: 120 Domare: Glenn Nyberg (Borlänge) | Avesta Publik: 120 Domare: Glenn Nyberg (Borlänge) |
| 19:00 UTC+1 | 19:00 UTC+1  |            |                 |                                                                | Avesta Publik: 120 Domare: Glenn Nyberg (Borlänge) | Avesta Publik: 120 Domare: Glenn Nyberg (Borlänge) |

|             | 23 mars 2012 | Nyhammars IF                              | 3 – 0           | Långshyttans AIK | Vasaliden Arena                                     |                                                     |
| 19:00 UTC+1 | 19:00 UTC+1  | F. Andersson 23′ Friberg 28′ Hellsten 52′ | (2 – 0) Rapport |                  | Hedemora Publik: 30 Domare: Almir Alisic (Borlänge) | Hedemora Publik: 30 Domare: Almir Alisic (Borlänge) |
| 19:00 UTC+1 | 19:00 UTC+1  |                                           |                 |                  | Hedemora Publik: 30 Domare: Almir Alisic (Borlänge) | Hedemora Publik: 30 Domare: Almir Alisic (Borlänge) |
| 19:00 UTC+1 | 19:00 UTC+1  |                                           |                 |                  | Hedemora Publik: 30 Domare: Almir Alisic (Borlänge) | Hedemora Publik: 30 Domare: Almir Alisic (Borlänge) |

|             | 27 mars 2012 | Falu FK                                           | 4 – 1           | Säters IF        | Kopparvallen                                       |                                                    |
| 17:00 UTC+2 | 17:00 UTC+2  | Layouni 19′, 69′ Mårtensson Millard 44′ Kayal 88′ | (2 – 0) Rapport | 90′ S. Andersson | Falun Publik: 85 Domare: Patrik Larsson (Borlänge) | Falun Publik: 85 Domare: Patrik Larsson (Borlänge) |
| 17:00 UTC+2 | 17:00 UTC+2  |                                                   |                 |                  | Falun Publik: 85 Domare: Patrik Larsson (Borlänge) | Falun Publik: 85 Domare: Patrik Larsson (Borlänge) |
| 17:00 UTC+2 | 17:00 UTC+2  |                                                   |                 |                  | Falun Publik: 85 Domare: Patrik Larsson (Borlänge) | Falun Publik: 85 Domare: Patrik Larsson (Borlänge) |

### Semifinal
| Semifinal – 4 deltagande klubblag | Semifinal – 4 deltagande klubblag | Semifinal – 4 deltagande klubblag |
| --------------------------------- | --------------------------------- | --------------------------------- |
| Lag 1                             | Resultat                          | Lag 2                             |
| Dalkurd FF                        | 5–2                               | Kvarnsvedens IK                   |
| Nyhammars IF                      | 0–6                               | Falu FK                           |

|             | 3 april 2012 | Dalkurd FF                                       | 5 – 2           | Kvarnsvedens IK | Domnarvsvallen                                    |                                                   |
| 18:00 UTC+2 | 18:00 UTC+2  | Omeje 2′ Sürek 11′ Mambo Mumba 25′ Omoh 40′, 60′ | (4 – 1) Rapport | 9′, 83′ Fyhr    | Borlänge Publik: 64 Domare: Henrik Matsson (Mora) | Borlänge Publik: 64 Domare: Henrik Matsson (Mora) |
| 18:00 UTC+2 | 18:00 UTC+2  |                                                  |                 |                 | Borlänge Publik: 64 Domare: Henrik Matsson (Mora) | Borlänge Publik: 64 Domare: Henrik Matsson (Mora) |
| 18:00 UTC+2 | 18:00 UTC+2  |                                                  |                 |                 | Borlänge Publik: 64 Domare: Henrik Matsson (Mora) | Borlänge Publik: 64 Domare: Henrik Matsson (Mora) |

|             | 25 april 2012 | Nyhammars IF | 0 – 6           | Falu FK                                          | Åvallen                                             |                                                     |
| 19:00 UTC+2 | 19:00 UTC+2   |              | (0 – 3) Rapport | 8′, 78′ Bolin 32′ Abic 38′, 79′ Meftah 69′ Jagne | Ludvika Publik: 55 Domare: Robert Nyberg (Borlänge) | Ludvika Publik: 55 Domare: Robert Nyberg (Borlänge) |
| 19:00 UTC+2 | 19:00 UTC+2   |              |                 |                                                  | Ludvika Publik: 55 Domare: Robert Nyberg (Borlänge) | Ludvika Publik: 55 Domare: Robert Nyberg (Borlänge) |
| 19:00 UTC+2 | 19:00 UTC+2   |              |                 |                                                  | Ludvika Publik: 55 Domare: Robert Nyberg (Borlänge) | Ludvika Publik: 55 Domare: Robert Nyberg (Borlänge) |

### Final
|             | 22 maj 2012 | Falu FK                    | 3 – 2           | Dalkurd FF        | Kopparvallen                         |                                      |
| 19:00 UTC+2 | 19:00 UTC+2 | Layouni 18′, 42′ Jagne 28′ | (3 – 1) Rapport | 8′ Ahmet 83′ Omoh | Falun Domare: Morgan Kullberg (Mora) | Falun Domare: Morgan Kullberg (Mora) |
| 19:00 UTC+2 | 19:00 UTC+2 |                            |                 |                   | Falun Domare: Morgan Kullberg (Mora) | Falun Domare: Morgan Kullberg (Mora) |
| 19:00 UTC+2 | 19:00 UTC+2 |                            |                 |                   | Falun Domare: Morgan Kullberg (Mora) | Falun Domare: Morgan Kullberg (Mora) |

## Anmärkningslista
1. ↑  Publiksnittet uträknat på 6 matcher. (Detta för att få ett mer realistiskt publiksnitt då finalen inte uppgett en publiksiffra.)